# ホルヘ・カストロ
ホルヘ・カストロ（Jorge Castro、1967年8月18日 - ）は、アルゼンチンの男性プロボクサー。元WBA世界ミドル級王者。20 - 50戦でキャリアを終えるのが一般的となっている現代で、144戦130勝という驚異的なレコードを保持。ミドル級でも小柄ながら、3階級上のクルーザー級で2度世界挑戦をした。

## 来歴
1987年2月14日、スーパーウェルター級でプロデビューし初回KO勝ちでデビューを飾った。その後ハイペースで試合を重ね経験を積んだ。
1989年4月14日、アルゼンチンFABスーパーウェルター級王者ウーゴ・ラウル・マリナンゲージと対戦し4回KO勝ちで王座獲得に成功した。
1991年12月13日、72戦目でWBC世界スーパーウェルター級王者テリー・ノリスと対戦し12回0-3(112-120、111-117、110-118)の判定負け。
1992年6月30日、ロイ・ジョーンズ・ジュニアと対戦し10回0-3(92-98、91-100、91-99)判定負け。ジョーンズはこの試合でデビューからの連続KO記録がストップ。
1994年8月14日、ジョン・デビッド・ジャクソンの王座剥奪で空位となったWBA世界ミドル級王座決定戦でレジー・ジョンソンと対戦し、12回2-1(2者が116-114、115-116)判定勝ちで王座獲得に成功した。
1994年11月5日、アレックス・ラモスと対戦し、2回1分13秒KO勝ちで初防衛に成功した。
1994年12月10日、ジョン・デビッド・ジャクソンと対戦。一方的に攻め立てられ、KO負け寸前にまで追い込まれたが、1発のカウンターから大逆転の9回2分34秒TKO勝ちを収め2度目の防衛に成功した。
1995年5月27日、アンソニー・アンドリューズと対戦し判定でも3者ともに115-114の僅か1点差に追い上げられたが最終12回2分14秒TKO勝ちで3度目の防衛に成功した。
1995年10月13日、王座決定戦で対戦したレジー・ジョンソンと対戦し12回2-1(118-113、115-113、112-115)の判定勝ちでジョンソンとの因縁を立ち4度目の防衛に成功した。
1995年12月19日、後楽園ホールで竹原慎二と対戦。3回に左ボディブローでプロ・アマ通じて初のダウンを奪われる（と伝えられているが、実際はプロで2度目）。この時カストロはマウスピースを吐き出して、時間稼ぎをした。試合は12回0-3(114-116、112-118、111-117)の判定負けで5度目の防衛に失敗し王座から陥落した。
1997年2月15日、ロベルト・デュランと対戦し10回3-0(100-94、99-96、99-98)の判定勝ち。
1997年6月14日、デュランとのリマッチで10回0-3(3者とも95-97)の判定負け。
2000年12月16日、WBC世界クルーザー級王者ファン・カルロス・ゴメスと対戦したがキャリア初のKO負けとなる10回1分56秒TKO負けで2階級制覇に失敗した。
2001年10月20日、イマム・メイフィールドとIBF世界クルーザー級挑戦者決定戦でワシリー・ジロフへの挑戦権をかけて対戦し9R開始早々棄権で挑戦権獲得に成功した。
2002年2月1日、IBF世界クルーザー級王者ワシリー・ジロフと対戦したが12回0-3(3者とも110-119)の判定負けでまたしても2階級制覇に失敗した。
2007年1月27日、前回敗れたホセ・ルイス・ヘレーラと再戦し2回に4度倒し試合終了。2回2分28秒TKO勝ちを最後に現役を引退した。

## 戦績
- プロボクシング：144戦130勝(90KO)11敗3分

| 戦           | 日付           | 勝敗 | 時間    | 内容    | 対戦相手                                             | 国籍             | 備考                                                 |
| ------------ | -------------- | ---- | ------- | ------- | ---------------------------------------------------- | ---------------- | ---------------------------------------------------- |
| 1            | 1987年2月14日  | 勝利 | 1R      | KO      | パトリシオ・ジャーマン・カラッシ                     | チリ             | プロデビュー戦                                       |
| 2            | 1987年3月14日  | 引分 | 6R      | 判定    | ホルヘ・アルベルト・モレノ                           | アルゼンチン     |                                                      |
| 3            | 1987年4月10日  | 勝利 | 6R      | 判定3-0 | ロベルト・マルチネス                                 | アルゼンチン     |                                                      |
| 4            | 1987年5月7日   | 勝利 | 2R      | KO      | ホセ・アルベルト・アルバラード                       | チリ             |                                                      |
| 5            | 1987年6月5日   | 勝利 | 1R      | KO      | セルジオ・サエス                                     | アルゼンチン     |                                                      |
| 6            | 1987年7月3日   | 勝利 | 3R 終了 | TKO     | カルロス・オマール・アルマダ                         | アルゼンチン     |                                                      |
| 7            | 1987年8月4日   | 引分 | 10R     | 判定    | ホルヘ・アルベルト・モレノ                           | アルゼンチン     |                                                      |
| 8            | 1987年9月12日  | 勝利 | 2R      | TKO     | ルイス・アルマンド・サンチェス                       | アルゼンチン     |                                                      |
| 9            | 1987年9月24日  | 勝利 | 10R     | 判定    | アントニオ・レネ・ファレス                           | アルゼンチン     |                                                      |
| 10           | 1987年10月9日  | 勝利 | 10R     | 判定    | セルヒオ・ノルベルト・コムビス                       | アルゼンチン     |                                                      |
| 11           | 1987年11月13日 | 勝利 | 10R     | 判定    | ホルヘ・ピノ                                         | パナマ           |                                                      |
| 12           | 1987年12月11日 | 勝利 | 3R      | KO      | ホセ・アルベルト・アルバラード                       | アルゼンチン     |                                                      |
| 13           | 1987年12月23日 | 勝利 | 10R     | 判定    | セルヒオ・エドゥアルド・ロンコニ                     | アルゼンチン     |                                                      |
| 14           | 1988年1月15日  | 勝利 | 8R      | 失格    | ウーゴ・アルフレド・ルエロ                           | アルゼンチン     |                                                      |
| 15           | 1988年2月19日  | 勝利 | 3R      | KO      | ペドロ・ルイス                                       | アルゼンチン     |                                                      |
| 16           | 1988年3月4日   | 勝利 | 1R      | KO      | セサール・オスカー・ペレス                           | アルゼンチン     |                                                      |
| 17           | 1988年3月19日  | 勝利 | 7R      | TKO     | ウーゴ・アルフレド・ルエロ                           | アルゼンチン     |                                                      |
| 18           | 1988年4月9日   | 勝利 | 1R      | TKO     | ドミンゴ・サイモン・ソーサ                           | アルゼンチン     |                                                      |
| 19           | 1988年5月13日  | 勝利 | 1R      | KO      | ラモン・フロレンシオ・ラモス                         | アルゼンチン     |                                                      |
| 20           | 1988年5月28日  | 勝利 | 6R      | KO      | カルソス・ビクター・ベラスケス                       | アルゼンチン     |                                                      |
| 21           | 1988年6月17日  | 勝利 | 5R      | TKO     | カルロス・セサール・プリエト                         | アルゼンチン     |                                                      |
| 22           | 1988年7月2日   | 勝利 | 2R 終了 | TKO     | カルロス・ファウリシアーノ・パストラン               | アルゼンチン     |                                                      |
| 23           | 1988年7月17日  | 勝利 | 2R      | KO      | ロビンソン・ロドリゴ・ザモラ                         | アルゼンチン     |                                                      |
| 24           | 1988年7月30日  | 勝利 | 10R     | 判定    | ラモン・ガスパー・アベルダノ                         | アルゼンチン     |                                                      |
| 25           | 1988年9月10日  | 勝利 | 10R     | 判定    | アントニオ・レネ・ファレス                           | アルゼンチン     |                                                      |
| 26           | 1988年9月24日  | 勝利 | 2R      | KO      | フェルナンド・ドス・サントス・エルネスト             | ブラジル         |                                                      |
| 27           | 1988年10月8日  | 勝利 | 1R      | KO      | ラモン・ガスパー・アベルダノ                         | アルゼンチン     |                                                      |
| 28           | 1988年10月22日 | 勝利 | 4R      | KO      | ラモン・アンヘル・アレグレ                           | アルゼンチン     |                                                      |
| 29           | 1988年11月8日  | 勝利 | 5R      | KO      | アルフォンソ・ベイルー                               | アメリカ合衆国   |                                                      |
| 30           | 1988年11月22日 | 勝利 | 4R      | TKO     | ジャン・ピエール・インイアマ                         | コンゴ民主共和国 |                                                      |
| 31           | 1988年12月10日 | 勝利 | 2R      | TKO     | ファン・カルロス・オルティス                         | アルゼンチン     |                                                      |
| 32           | 1988年12月23日 | 勝利 | 7R      | TKO     | マリオ・エドゥアルド・マティセー                     | アルゼンチン     |                                                      |
| 33           | 1989年1月23日  | 勝利 | 1R      | KO      | ロベルト・オズワルト・ディアス                       | アルゼンチン     |                                                      |
| 34           | 1989年2月4日   | 勝利 | 4R      | TKO     | ホセ・イウゲニオ・トローザ                           | アルゼンチン     |                                                      |
| 35           | 1989年2月27日  | 勝利 | 10R     | 判定    | ロレンソ・ルイス・ガルシア                           | アルゼンチン     |                                                      |
| 36           | 1989年3月10日  | 勝利 | 4R      | KO      | ホルヘ・オスカー・マルチネス                         | アルゼンチン     |                                                      |
| 37           | 1989年3月20日  | 勝利 | 10R     | 判定    | エルネスト・ラファエル・セナ                         | アルゼンチン     |                                                      |
| 38           | 1989年4月14日  | 勝利 | 4R      | KO      | ウーゴ・ラウル・マリナンゲージ                       | アルゼンチン     | アルゼンチンスーパーウェルター級タイトルマッチ・獲得 |
| 39           | 1989年5月19日  | 勝利 | 10R     | 判定    | ホルヘ・アルベルト・モレノ                           | アルゼンチン     |                                                      |
| 40           | 1989年6月10日  | 敗北 | 10R     | 判定    | ロレンソ・ルイス・ガルシア                           | アルゼンチン     |                                                      |
| 41           | 1989年7月27日  | 勝利 | 5R      | TKO     | ジェイク・トランス                                   | アルゼンチン     |                                                      |
| 42           | 1989年11月3日  | 勝利 | 2R      | KO      | ホセ・マリア・ジュリアン・ライアス                   | アルゼンチン     |                                                      |
| 43           | 1989年11月17日 | 勝利 | 9R      | KO      | ファン・カルロス・オルティス                         | アルゼンチン     |                                                      |
| 44           | 1989年12月2日  | 勝利 | 9R 終了 | TKO     | ミゲル・アンヘル・アローヨ                           | アルゼンチン     |                                                      |
| 45           | 1989年12月23日 | 勝利 | 2R      | TKO     | ダニエル・オマール・ドミンゲス                       | アルゼンチン     |                                                      |
| 46           | 1990年2月8日   | 勝利 | 5R      | TKO     | セサール・ロバート・ゲレーロ                         | チリ             |                                                      |
| 47           | 1990年3月3日   | 勝利 | 6R      | TKO     | ヘクター・アベル・レスカノ                           | アルゼンチン     |                                                      |
| 48           | 1990年4月4日   | 勝利 | 10R     | 判定    | ホルヘ・アルゲンティーノ・テハーダ                   | アルゼンチン     |                                                      |
| 49           | 1990年5月24日  | 勝利 | 10R     | 判定3-0 | ファン・イターロ・メザ                               | アルゼンチン     |                                                      |
| 50           | 1990年6月15日  | 勝利 | 2R      | KO      | ペドロ・ラモン・チャベーロ                           | アルゼンチン     |                                                      |
| 51           | 1990年6月22日  | 勝利 | 3R      | KO      | リチャード・ヘクター・シルバ                         | アルゼンチン     |                                                      |
| 52           | 1990年8月25日  | 勝利 | 10R     | 判定    | フリオ・アベル・ゴンサレス                           | アルゼンチン     |                                                      |
| 53           | 1990年9月7日   | 勝利 | 1R      | KO      | デビット・エリス・ベネガス                           | チリ             |                                                      |
| 54           | 1990年9月21日  | 勝利 | 10R     | 判定    | フランシスコ・バーナーベ・ボバディラ・フランキクエリ | アルゼンチン     |                                                      |
| 55           | 1990年10月5日  | 敗北 | 10R     | 判定    | ヘクター・ウーゴ・ビーテ                             | アルゼンチン     |                                                      |
| 56           | 1990年10月14日 | 勝利 | 12R     | TKO     | ウーゴ・ラウル・マリナンゲーリ                       | アルゼンチン     | 南米スーパーウェルター級タイトルマッチ               |
| テンプレート |                |      |         |         |                                                      |                  |                                                      |

## 獲得タイトル
- アルゼンチンスーパーウェルター級王座
- 南米スーパーウェルター級王座
- 南米クルーザー級王座
- WBAフェデラテンスーパーミドル級王座
- WBAフェデラテンライトヘビー級王座
- WBA世界ミドル級王座（防衛4度）